# Chaussée Brunehaut

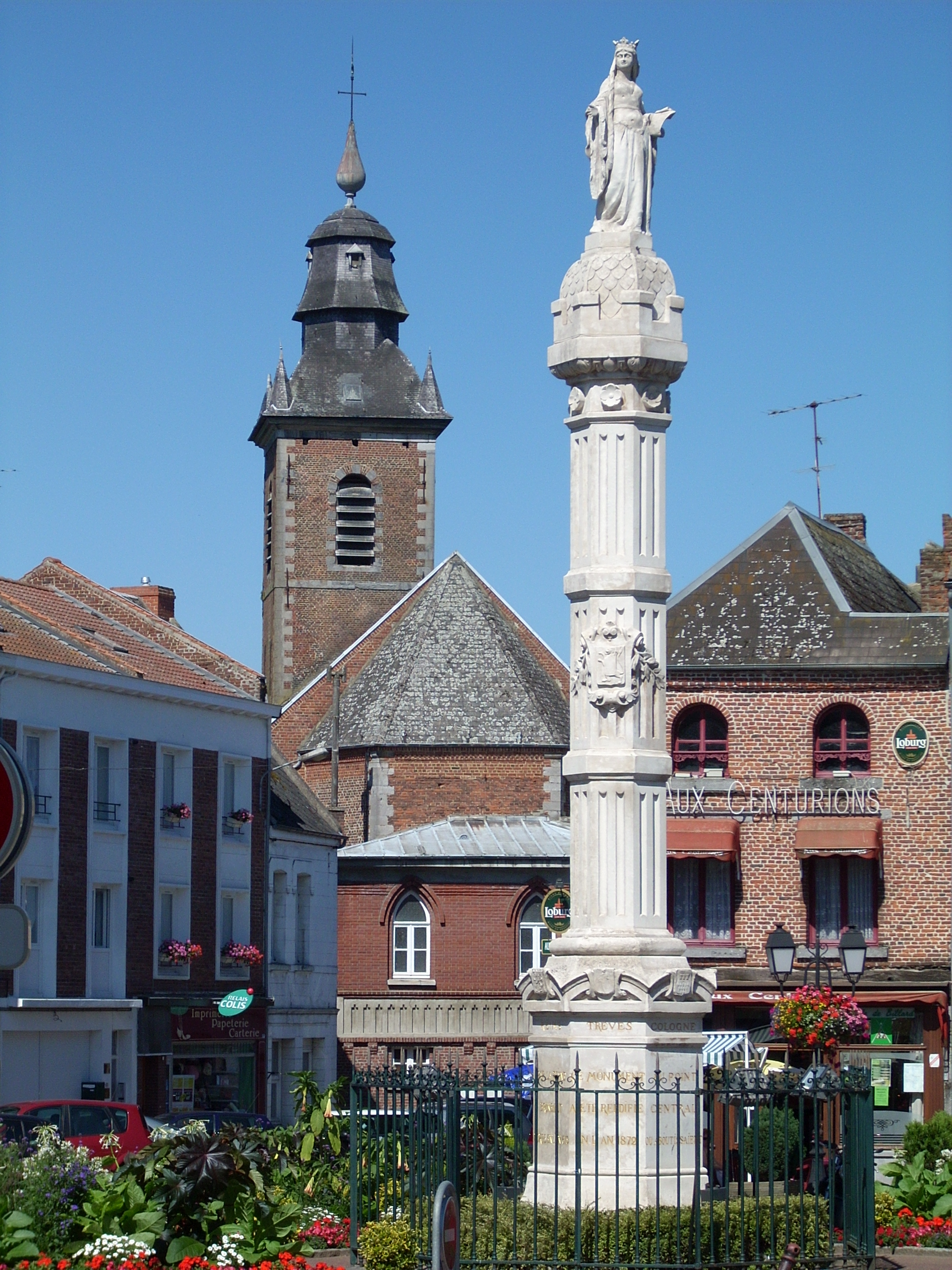
De Colonne Brunehaut in Bavay

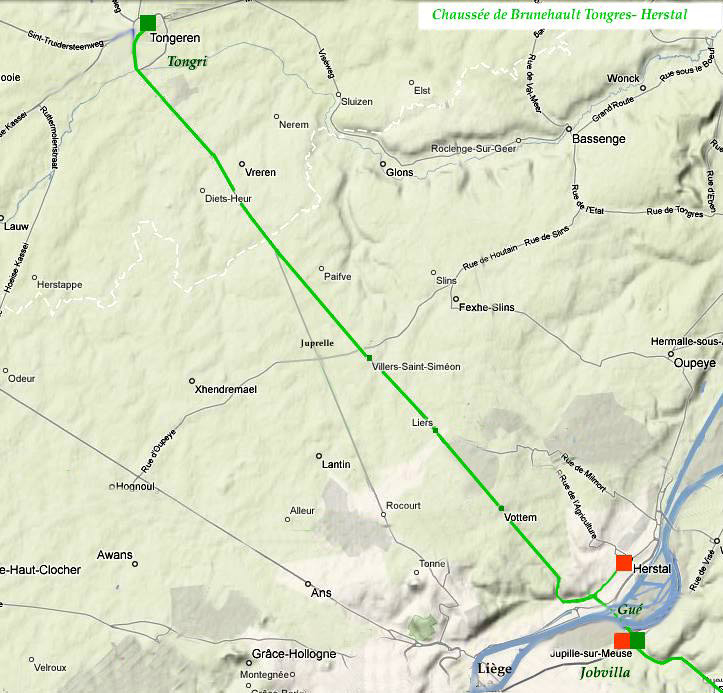
De Chaussée Brunehaut van Tongeren naar Herstal

Chaussée Brunehaut of Brunehault is de op de Middeleeuwen teruggaande naam van meerdere door de Romeinen aangelegde heerwegen in Noord-Frankrijk en België, in het bijzonder de route tussen Amiens via Bavay en Liberchies naar Tongeren (de Via Belgica). Een deel van de weg is de bewegwijzerde toeristische route Romeinse weg Bavay-Velzeke.
Deze naam verwijst naar Brunhilde van Austrasië (534-613), een Visigotische prinses die tussen 567 en 613 regentes was van Austrasië en Bourgondië. In die periode werden de oude Romeinse wegen, naar Visigotische voorbeeld, opgeknapt en vandaar de naamsverwijzing. 